# Базарська сільська рада (Народицький район)
Базарська сільська рада — колишня адміністративно-територіальна одиниця та орган місцевого самоврядування у Базарському, Овруцькому, Малинському, Народицькому районах Коростенської і Волинської округ, Київської й Житомирської областей УРСР та України з адміністративним центром у с. Базар.

## Населені пункти
Сільській раді підпорядковувались населені пункти:
- с. Базар
- с. Великі Міньки
- с. Колосівка
- с. Листвинівка
- с. Рудня-Базарська

## Населення
Кількість населення ради, станом на 1923 рік, становила 4 818 осіб, кількість дворів — 670.
Станом на 1 жовтня 1941 року, в сільраді налічувалось 424 двори з 1 800 мешканцями в них, в тому числі: чоловіків — 708 та жінок — 1 092.
Відповідно до результатів перепису населення 1989 року, кількість населення ради, станом на 12 січня 1989 року, складала 2 012 осіб.
Станом на 5 грудня 2001 року, відповідно до перепису населення України, кількість мешканців сільської ради складала 610 осіб.

## Склад ради
Рада складалась з 12 депутатів та голови.

### Керівний склад сільської ради
| ПІБ                         | Основні відомості                                                 | Дата обрання | Дата звільнення |
| --------------------------- | ----------------------------------------------------------------- | ------------ | --------------- |
| Будько Олександр Васильович | Сільський голова, 1958 року народження, освіта                    | 26.03.2006   | 31.10.2010      |
| Будько Олександр Васильович | Сільський голова, 1958 року народження, освіта вища, безпартійний | 31.10.2010   |                 |

Примітка: таблиця складена за даними джерела

## Історія
Утворена в 1923 році в складі сіл Базар, Пісківка, Сухарівка та колонії Буда-Черняхівська Базарської волості Овруцького повіту Волинської губернії. 14 листопада 1935 року до складу ради включено с. Бродник Дерманівської сільської ради Базарського району. Станом на 1 жовтня 1941 року на обліку значиться кол. П'ятирічка, на 10 лютого 1952 року — хутір Базарська Колона, котрий, 22 березня 1968 року, знятий з обліку населених пунктів.
Станом на 1 вересня 1946 року сільрада входила до складу Базарського району Житомирської області, на обліку в раді перебували села Базар, Базарська Колона, Бродник, Сухарівка та х. Колосівка.
5 березня 1959 року до складу ради було включено села Великі Міньки, Литвинівка та Рудня-Базарська ліквідованої Великоміньківської сільської ради Народицького району.
На 1 січня 1972 року сільрада входила до складу Народицького району Житомирської області, на обліку в раді перебували села Базар, Бродник, Великі Міньки, Колосівка, Листвинівка, Рудня-Базарська та Сухарівка.
20 вересня 1989 року села Сухарівку та Бродник передано до складу новоствореної Сухарівської сільської ради Народицького району.
Ліквідована 17 листопада 2015 року через об'єднання до складу Народицької селищної територіальної громади Народицького району Житомирської області.
Входила до складу Базарського (7.03.1923 р.), Народицького (21.01.1959 р., 8.12.1966 р.), Овруцького (30.12.1962 р.), Малинського (7.01.1963 р.) районів.